# 詹氏織鮨
詹氏織鮨，為輻鰭魚綱鱸形目鱸亞目鮨科的其中一種，分布於澳洲海域，棲息深度10-30公尺，體長可達12公分，生活在近海珊瑚礁區或河口區，為底棲性魚類，屬肉食性，生活習性不明。

## 擴展閱讀
維基物種上的相關：詹氏織鮨